# Parti communiste d'Ukraine occidentale
Le Parti communiste d'Ukraine occidentale (en polonais : Komunistyczna Partia Zachodniej Ukrainy, en ukrainien : Комуністична партія Західної України, Komounistytchna partiia Zakhidnoï Oukraïny), ou PCUO, est un parti politique de la Pologne orientale dans l'entre-deux-guerres. Jusqu'en 1923, il était connu sous le nom de Parti communiste de Galicie orientale. 
La Ligue des jeunes communistes de l'Ukraine occidentale était le mouvement de jeunesse du parti. 

## Histoire
Fondé en 1919, le parti connut une certaine influence à l'époque de la NEP et de la politique d'ukrainisation menée dans les années 1920 en Ukraine soviétique. Son rôle se réduisit dans les années 1930, à l'époque du régime de terreur instauré par Staline et de sa mise en œuvre en Ukraine par son zélé collaborateur Lazare Kaganovitch. 
À un certain moment, le PCUO se divisa en un courant pro-soviétique et un autre plus indépendant. En 1927, la majorité du comité central du parti apporta son soutien à la faction « nationaliste » d'Alexandre Choumsky au sein du Parti communiste (bolchévik) d'Ukraine. Kaganovitch, qui était le secrétaire général de ce parti, accusa alors les communistes d'Ukraine occidentale de trahison. Le parti se scinda en deux, une majorité nationaliste et une minorité pro-Kaganovitch. Le 18 février 1928, la majorité du PCUO, dirigée par Ivan Krilyk et Roman Touryansky, fut expulsée du Komintern. À la fin de 1928, le PCUO (majorité) s'autodissout et ses dirigeants qui avaient reconnu leurs « erreurs » passèrent en URSS, d'où ils furent ensuite refoulés. La minorité pro-soviétique continua son action en tant que PCUO. 
En 1938, le Comité exécutif du Komintern décida de dissoudre le Parti communiste de Pologne, de concert avec les partis communistes de Biélorussie occidentale et d'Ukraine occidentale. Des accusations contre les dirigeants de ces partis, qualifiés d' « agents fascistes », furent le prétexte de cette décision. Presque tous les membres du PCUO, qui étaient en URSS à l'époque, furent victimes de la répression. De nombreux militants restés en Ukraine occidentale, c'est-à-dire en Pologne, subirent le même sort après l'invasion soviétique de la Pologne, en septembre 1939.

## Source
- (en) Cet article est partiellement ou en totalité issu de l’article de Wikipédia en anglais intitulé « Communist Party of Western Ukraine » (voir la liste des auteurs).